# Меркур (бог)
Меркур је римски бог трговине и путовања, гласник богова, као и водич душа у подземни свет. Један је од 12 богова римског пантеона.
У римској митологији, он се сматрао или сином Маје, једне од седам ћерки титана Атласа и Јупитера, или Целуса и Дије.
Његово име потиче од латинске речи merx - роба или mercator - трговац. Веома је сличан грчком богу Хермесу и етрурском богу Турмсу са којима је имао исте карактеристике. У германској религији је изједначаван са Одином. Гали су такође поштовали Меркура као највише божанство, али галски назив за њега није познат.
Поистовећује се са Хермесом од када је у 4. веку његов култ уведен у Рим путем трговине са сицилијанским градовима који су већ обожавали његов култ.
Приказује се како држи кадуцеј са две испреплетене змије, а пратили су га петао, весник новог дана и ован или коза, који симболизују плодност. Такође, увек се приказује са крилатим ципелама, таларијама и крилатим шеширом, петалосом.
Попут Хермеса, он је такође био бог порука, елоквенције и трговине, посебно трговине житом. Био је заштитник путника и бог лопова. Меркур се такође сматрао богом изобиља и комерцијалног успеха, посебно у Галији, где је рекао да је био посебно поштован.
Археолошки докази из Помпеје сугеришу да је Меркус био међу најпопуларнијим римским боговима, а пошто је био бог трговине приказан је и на два бронзана новчића Римске републике.
Меркуров храм се налазио у Риму на Циркусу Максимусу, између Авентина и Палатина, а саграђен је 495. године п. н. е. и наглашавао је улогу Меркура као посредника пошто се налазио између плебејског упоришта на Авентину и патрицијског центра на Палатину.